# Клиничев Леонід Павлович
Клиничев Леонід Павлович (рос. Клиничев Леонид Павлович) — радянський і російський композитор і педагог. Заслужений діяч мистецтв РРФСР (1985).

## Біографічні відомості
Народився 25 жовтня 1938 року у місті Старий Крим. Закінчив Ташкентську консерваторію (1964, клас Б. Зейдмана).
Автор музики до українських телефільмів «Пам'ять землі» (1976, реж. Б. Савченко, Б. Івченко), «Мужність» (1981, реж. Б. Савченко).
З 1967 року викладає в Ростовській державній консерваторії.

## Фільмографія
- «Справа була, так!?.» (1973)
- «Михайло Шолохов» (1975, документальний)
- «Пам'ять землі» (1976)
- «Мужність» (1981, т/ф, у співавт.)
- «Будулай, якого не чекають» (1994)